# Rathaus (Rawicz)

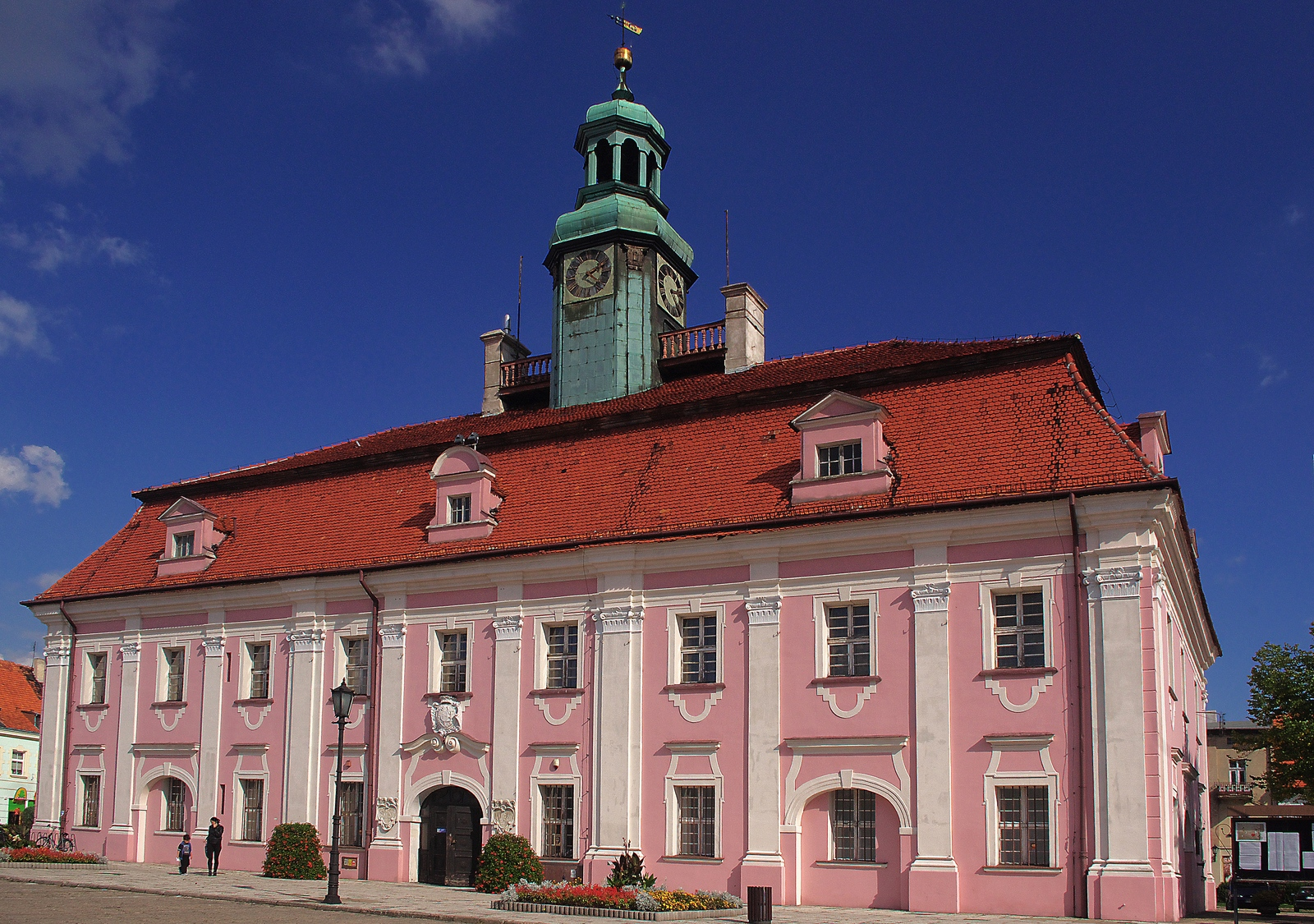
Westansicht

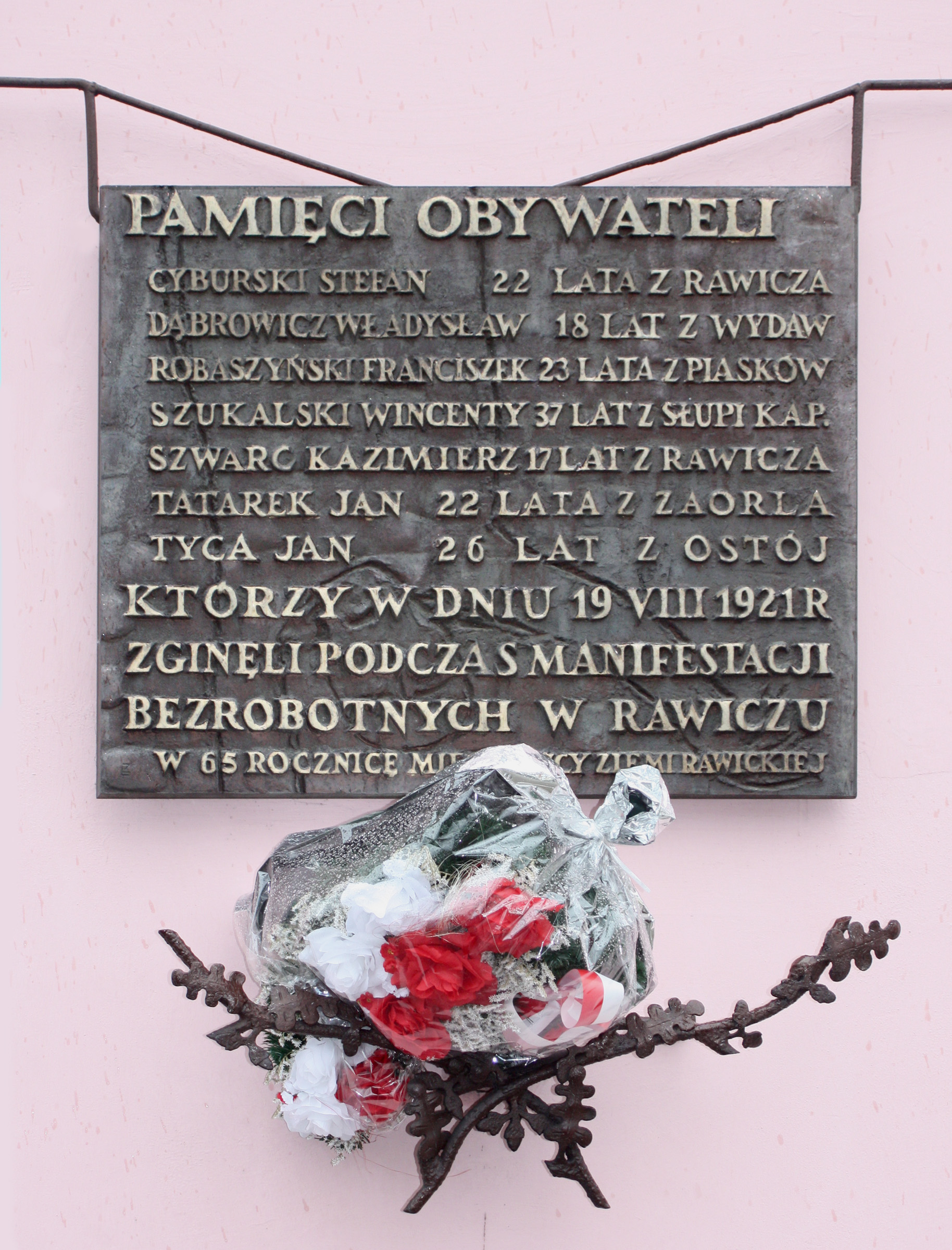
Gedenktafel

Ein hölzernes Rathausgebäude wurde in Rawicz erstmals um 1683 errichtet und fiel bereits 1707 einem Brand zum Opfer. 

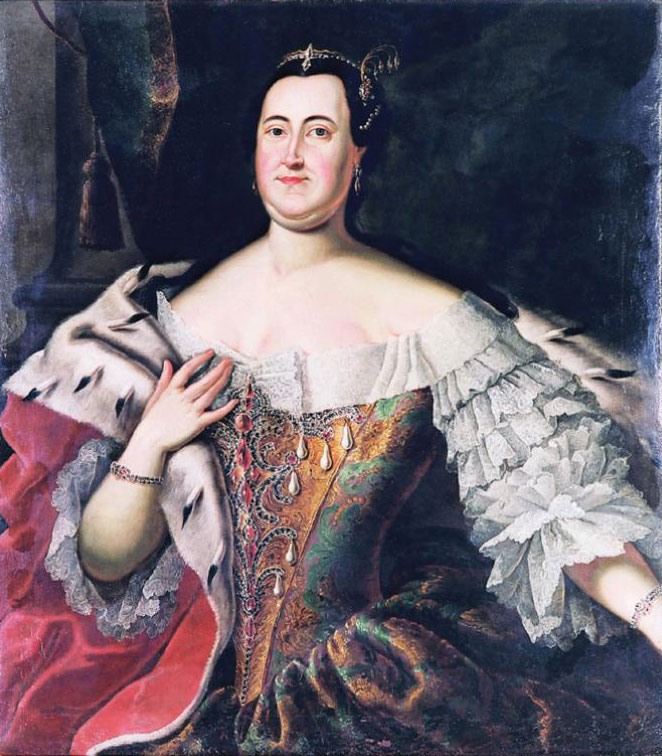
Fürstin Katharina Sapieha zu Rawitsch, die den Bau des Rathauses finanzierte

Erst am 24. März 1753 unterzeichneten die Ratsherren der Stadt mit dem renommierten Architekten Leopold Ostritz aus Trebnitz (Niederschlesien) einen Vertrag über die Errichtung eines neuen Rathauses. Den Bau finanzierte die  Besitzerin der Stadt, Fürstin Katharina Sapieha, regierende Frau zu Rawitzsch (poln. Katarzyna Agnieszka Ludwika Sapieha, 1718–1779), Tochter des Grafen Jan Sapieha, dem die Stadt Rawicz zuvor gehörte, und (ab 1745) Herrin der Minderherrschaft Freihan im Landkreis Militsch. Das barocke Gebäude inmitten des Marktplatzes wurde auf dem Grundriss eines etwa 48 × 25 m großen Rechtecks errichtet. Das Rathaus verfügt über ein Erdgeschoss, ein Obergeschoss und ein Dachgeschoss im Mansarddach mit Lukarnen. Das Gebäude ist nicht unterkellert, der Fußboden des Erdgeschosses liegt fast ebenerdig. 
Die Längsfassaden haben je neun, die Giebelfassaden je drei Fensterachsen. Das Gesims liegt auf Pilastern mit vereinfachten korinthischen Kapitellen. Auf den Längsfassaden sind in der zweiten, fünften und achten Fensterachse Arkaden ausgebildet, in der südlichen Giebelfassade nur eine. Im Mansarddach befinden sich je drei bzw. je zwei Lukarnen. 
Der Haupteingang befindet sich auf der Westfassade. Über dem Eingang sowie auch auf beiden Seiten befinden sich reich verzierte Wappenkartuschen. Auf dem Dach steht ein mit Kupferblech beschlagenes Türmchen mit einer Turmuhr mit Zifferblättern auf allen Seiten. Hier wurde 1783 – erstmals in Polen – ein Blitzableiter montiert.
Einige Räume sind mit Tonnengewölben versehen, die übrigen haben flache Decken. Im Erdgeschoss befindet sich eine Eingangshalle, die mit dem Treppenhaus verbunden ist. In diesem Raum ist auf dem Deckenbalken das Datum 1753 sichtbar. Ursprünglich waren in den Erdgeschossräumen Läden eingerichtet; andere Räume dienten für den Nachtwächter und als Arrest. Im Obergeschoss befand sich die Stadtverwaltung und das Zollamt. Das Rathaus wurde 1853 und 1967 gründlich renoviert.
Das Gebäude diente der Stadtverwaltung bis in die 1970er Jahre. Seitdem wird es im Wesentlichen vom Rawiczer Landesmuseum (Muzeum Ziemi Rawickiej) genutzt. Außerdem befindet sich hier noch das Standesamt und der Sitzungssaal des Rates. 1962 wurde auf der Nordfassade eine steinerne Gedenktafel für die Opfer der blutigen Unruhen im Jahr 1921 enthüllt; 1987 wurde dies durch eine Tafel aus Bronze ersetzt.
Das Rathausgebäude wurde in das Verzeichnis der Baudenkmäler der Woiwodschaft Großpolen unter der Nr. 329/Wlkp/A eingetragen.